# Валтер Сентено
Валтер Сентено е костарикански футболист – полузащитник, един от най-добрите играчи във футболната история на Коста Рика. Своят дебютен мач за националния отбор по футбол на Коста Рика, Валтер Сентено прави през 1995 г. срещу тима на Ямайка. През 2006 г., костариканския полузащитник участва на Световното първенство по футбол в Германия. Година по-рано през 2005 г., Валтер Сентено и националния отбор на Коста Рика печелят Купата на КОНКАКАФ. Най-големите си успехи на клубно равнище Сентено записва с гръцкия футболен гранд АЕК (Атина), с който участва в груповата фаза на Шампионската лига през сезон 2003/2004 г. През този сезон отбора на АЕК (Атина), заедно с Валтер Сентено в редиците си прави два запомнящи се футболни двубоя срещу грандовете Рома (1:1) и Реал (Мадрид) 2:2.
С отборът на Депортиво (Саприса), Сентено има спечелени десет шампионски титли във футболния шампионат на Коста Рика. През 2005 г. Сентено и неговия клубен отбор Депортиво (Саприса) участват в престижния турнир „Тойота Къп“, популярен още като Световното клубно първенство по футбол, където играят в една група с бразилския Сао Пауло и английския гранд Ливърпул.